# Michelle Wright
Michelle Wright, née le 1er juillet 1961 à Chatham (Ontario), est une artiste canadienne de musique country. 
Elle fait partie des interprètes féminines de country les plus reconnues et primées des années 1990. Elle a reçu deux fois le Fans' Choice Award du Canadian Country Music Association (1993 et 1995). En 2011, Wright est intronisée au Canadian Country Music Hall of Fame. Brian Ferriman de Savannah Records est son manager depuis plus de 25 ans. 
Wright est surtout connue au Canada, où elle est née, et où vingt-cinq de ses singles sont entrés au hit-parade, dont six sont no 1 :Take It Like a Man, One Time Around, Guitar Talk, One Good Man, Nobody's Girl et Crank My Tractor. Elle figure également au hit-parade aux États-Unis dans les années 1990, dont au top 40 du classement Hot Country Songs de Billboard avec Take It Like a Man au no 10, He Would Be Sixteen au no 31 et New Kind of Love au no 32. 

## Biographie

### Jeunesse
Michelle Wright est née le 1er juillet 1961 à Chatham, en Ontario. Elle a grandi dans la petite ville voisine de Merlin, où ses parents sont tous deux des musiciens interprètes locaux. En 1980, alors que Wright étudie à l'université l'aide psychiatrique des personnes mentalement défavorisées, elle rejoint un groupe local avec lequel elle joue jusqu'en 1983. 
La même année, Wright créé son propre groupe avec lequel elle joue jusqu'en 1988. En 1985, alors qu'elle se produit avec son groupe, elle signe un contrat d'enregistrement avec Savannah Records. L'année suivante, elle publie son premier single, I Want to Count on You, qui atteint le no 48 du classement canadien Country Tracks du magazine RPM. 
Le premier album de Wright, Do Right by Me, paraît en 1988, dont sept autres singles sortent, y compris la reprise du succès de 1974 par Andy Kim, Rock Me Gently, qui atteint le no 7 du classement de country canadienne de RPM. Le succès de l'album au Canada mène à un contrat d'enregistrement avec Arista Nashville. Wright fait désormais partie des artistes phares du label. 

### 1990–1993: percée
En avril 1990, elle sort son premier single américain, New Kind of Love, qui devient son premier succès au top 5 au Canada, en plus d'atteindre le no 32 au classement Hot Country Singles & Tracks de Billboard aux États-Unis. Son deuxième album, Michelle Wright, sort en juillet 1990. Pour promouvoir l'album, elle assure la première partie de la tournée de Kenny Rogers 1991. L'album devient un succès au Canada. 
Cette année-là, en 1990, elle est nommée artiste féminine de l'année par la Association de musique country canadienne. L'année suivante, son album éponyme est nommé meilleur album de l'année, New Kind of Love single de l'année, et Wright artiste féminine de l'année par la Canadian Country Music Association. 
En raison du succès de son album éponyme et de son single New Kind of Love, Wright déménage à Nashville, au Tennessee en 1991 afin de se consacrer à sa carrière. À Nashville, elle commence à enregistrer son troisième album, Now and Then, qui sort en mai 1992. Le premier single de l'album, Take It Like a Man, est un succès immédiat, et atteint la première place au classement Country Tracks de RPM au Canada et no 10 aux États-Unis au classement Hot Country Singles & Tracks de Billboard. Au Canada, la chanson passe aussi par les classements adult contemporary, où elle culmine au no 18. La chanson reçoit le prix du single de l'année par la Canadian Country Music Association en fin 1992. 
En 1993, l'album vaut à Wright le prix de la meilleure nouvelle voix féminine de l'Academy of Country Music. Elle apparait lors d'une émission spéciale sur CBS, Women of Country, où elle joue Take it Like a Man ainsi que la chanson de Mary Chapin Carpenter, The Hard Way avec d'autres artistes, dont Carpenter elle-même. Now and Then produit six autres singles, dont les succès no 1 au Canada One Time Around et Guitar Talk. L'album comprend également le single He Would Be Sixteen, qui atteint no 31 au classement américain Hot Country Singles & Tracks de Billboard et no 3 au classement Country Tracks canadien de RPM. Il est nommé single de l'année par la Canadian Country Music Association en 1993. Également en 1993, Wright remporte le Fans' Choice Award de la Canadian Country Music Association, qu'elle remportera également en 1995.

### 1994-1999: autres succès
En 1994, Wright sort le premier single de son prochain album, One Good Man, qui devient son quatrième single à atteindre la première place au Canada ; cependant, il n'atteint pas le top 40 aux États-Unis. Le quatrième album de Wright, The Reasons Why, sort en septembre 1994 au Canada. La sortie de l'album aux États-Unis initialement prévue est repoussée puis finalement annulée. L'album sort également en Europe après une tournée réussie en mi-1994. Au début de 1995, Wright entreprend une tournée dans 40 villes au Canada, qui est alors la plus longue tournée de l'histoire de la musique country de la nation. 
En août 1996, elle sort son cinquième album, For Me It's You, après la sortie du premier single, Nobody's Girl, qui a atteint le no 1 du classement RPM Country Tracks au Canada, le no 57 du classement Hot Country Singles & Tracks de Billboard aux États-Unis. L'album est le premier album de Wright à être publié sur le marché américain en quatre ans. L'album finit par être un succès au Canada et produit trois singles au Top 5 : Crank My Tractor, The Answer Is Yes et What Love Looks Like. L'album n'est pas un succès aux États-Unis. Dans une interview de 1997 avec Jam!, Wright admet être « très déçue » et « insatisfaite de ce que [la radio américaine] a fait avec cet album ». 
En 1997, la Canadian Country Music Association lui décerne le prix humanitaire C.F. Martin pour son travail international auprès des Special Olympics ; ses efforts fructueux de collecte de fonds pour l'Hôpital St. Joseph à Chatham, en Ontario, l'hôpital où elle est née ; et son soutien aux fonds d'aide aux victimes des inondations au Manitoba. 
En 1999, elle fait son retour à la radio américaine lorsqu'elle sort son duo de 1997 avec le pianiste Jim Brickman. La chanson, nommée Your Love, échoue à la radio country mais obtient à Wright son seul hit adult contemporary aux États-Unis quand la chanson culmine au no 19 au classement Hot Adult Contemporary Tracks de Billboard. Malgré le succès de la chanson à la radio adult contemporary, il sera le dernier single de Wright à entrer aux classements aux États-Unis. 
En octobre 1999, la première compilation best of de Wright, The Greatest Hits Collection, sort au Canada. Il comprend deux nouvelles chansons, I Surrender et When I Found You, qui figurent toutes les deux au top 10 du classement RPM Country Tracks canadien. En 2000, Arista Nashville sort la version américaine de la compilation de 1999 aux États-Unis, avec une liste de chansons différente de la version canadienne. L'album est la dernière sortie de Wright avec Arista Nashville.

### 2000 à aujourd'hui: succès actuel
En 2002, Wright passe chez RCA Records / ViK.Recordings et sort son sixième album studio, Shut Up and Kiss Me, en juin 2002. Wright y dévoile un style plus orienté pop que ses sur ses œuvres précédentes. Wright a coécrit huit des douze chansons de l'album et a enregistré des chansons de compositeurs à succès tels que Shelly Peiken, qui a écrit le hit de la chanteuse pop Christina Aguilera, What a Girl Wants en 1999. Shut Up and Kiss Me contient également une version plus pop de son single de 2000, I Surrender. Cette version avait été utilisée pour le clip de la chanson et diffusée à la radio pop. 
En 2004, Wright entame sa tournée annelle de Noël, Dreaming of a Wright Christmas. Un an plus tard, elle signe chez Icon Records et en octobre 2005, sort son premier album de Noël, A Wright Christmas au Canada. L'album comporte des reprises de onze chansons de Noël et une nouvelle chanson, I Know Santa's Been Here, écrite par la chanteuse de country canadienne Patricia Conroy. La chanson sort en tant que premier single de l'album en décembre 2005. 
En juin 2006, Wright revient à la musique country lorsqu'elle sort son premier album original en quatre ans, Everything and More au Canada. En 2007, Everything and More devient disponible en version numérique aux États-Unis. 
En 2011, Savannah Music Canada sort le premier album live de Wright, The Wright Songs: An Acoustic Evening with Michelle Wright. L'album contient dix-sept pistes, y compris des singles et des chutes d'album inédites. 
Wright sort un nouveau single, Another Good Day, à la radio country canadienne le 24 avril 2012 puis un autre intitulé Strong à la radio en avril 2013. Le premier album original de Wright en sept ans, Strong, sort le 9 juillet 2013. 
En 2015, elle signe chez Thompson Entertainment Group, basé à Nashville. 
En août 2018, elle sort de nouveaux morceaux pour la première fois depuis Strong en 2013. Lovin 'This Day et Attitude Is Everything sortent en tant que singles avec une configuration à l'ancienne chanson A/chanson B sur toutes les plateformes numériques via le label Navigator Records, basé à Nashville. 

#### Intronisation au Canadian Country Music Hall of Fame
En 2011, Wright est intronisée au Canadian Country Music Hall of Fame lors d'un dîner de gala spécial et d'une cérémonie de remise de prix à Hamilton, en Ontario. Wright, l'artiste intronisée cette année, est reconnue pour sa contribution exceptionnelle au paysage de la musique country au Canada. Elle est reconnue depuis 2014 dans les collections du centre national de la musique de Calgary, en Alberta. 

#### Autres œuvres
Wright apparaît dans le rôle d'une star de la musique country dans un épisode de la saison 4 de la série télévisée canadienne Un tandem de choc. L'épisode, intitulé Fausse note, traite des efforts du gendarme pour protéger le personnage joué par Wright, Tracy Jenkins, d'une personne qui la harcèle. Elle chante Nobody's Girl à la fin de l'épisode. 

#### Bénévolat
Elle est membre de l'organisme caritatif canadien Artists Against Racism.